# 吳寵
吳寵（1503年—？），字俊卿，江西饒州府德興縣人，民籍，明朝政治人物。

## 生平
嘉靖十六年（1537年）丁酉科江西鄉試第七十四名舉人。嘉靖十七年（1538年）中式戊戌科會試第二百六十八名，登第三甲第五十四名進士。授廣東顺德县知县。二十三年任太仆寺丞，

## 家族
曾祖吳亶，贈知縣；祖父吳浚，知府；父吳潁，義官。母王氏。慈侍下。